# Кашкайш (район)
Кашкайш (порт. Cascais) — в период до административной реформы 2013 года — отдельный район (фрегезия). Он был упразднен в 2013 году, будучи присоединенным к фрегезии Эшторил.
В данный момент — населённый пункт, центр объединённого района (фрегезии) Кашкайш-Эшторил в Португалии, входит в округ Лиссабон. Является составной частью и центром муниципалитета Кашкайш.
Находится в составе крупной городской агломерации Большой Лиссабон, который входит в Лиссабонский регион.
Население округа Кашкайш составляло 35 409 человек по данным на 2011 год. Площадь округа — 20,07 км².
По старому административному делению входил в провинцию Эштремадура.
В 2013 году в рамках национальной административной реформы вошел в объединённую фрегезию Кашкайш-Эшторил.
В настоящее время муниципалитет разделен на четыре фрегезии (Алкабидеш, Каркавелуш-Пареде, Кашкайш-Эшторил и Сан-Домингуш-де-Рана), хотя до административной реформы 2013 года их было шесть (при этом Кашкайш, Эшторил, Каркавелуш и Пареде имели статус автономных образований).
Покровителем района считается Дева Мария (порт. Nossa Senhora da Conceição).